# Antoni de Bastero i Lledó
Antoni de Bastero i Lledó (Barcelona, 1675 - Girona, 1737) fou eclesiàstic, jurista, filòleg, lingüista i crític literari.
Germà de Baltasar de Bastero, bisbe de Girona entre 1728 i 1745. Es considera un dels precursors del discurs sociolingüístic català.
Els Bastero són una família noble de Barcelona, i el seu cognom és d'origen italià. Fou justament Pere Antoni de Bastero, pare del filòleg, l'iniciador de la branca barcelonina de la família i el que assolí el títol de cavaller «per los serveys y adhesió al rey d'Espanya mostrats». Antoni de Bastero tenia 13 anys quan va morir el seu pare.
Antoni de Bastero va seguir la carrera eclesiàstica i va destacar aviat tant en els estudis eclesiàstics com en els jurídics. Fou canonge i propietari de la Sagristia Major de la catedral de Girona i examinador sinodal de la diòcesi. L'any 1694, quan tenia només 19 anys, la seva família va poder comprar-li la coadjutoria a la sagristia major de la Seu de Girona, encara que per una anotació seva al Llibre mestre de la sagristia de la catedral sabem que no en va poder prendre possessió fins al 1697, a causa dels incidents que comportaren les invasions franceses d'aquells anys.
Va traslladar-se a Roma l'any 1710, en principi per defensar un plet que afectava la Pia Almoina del Pa de Girona (segons les altres fonts, hi va ser enviat l'any 1709) i hi va residir prop de quinze anys.

## Obra

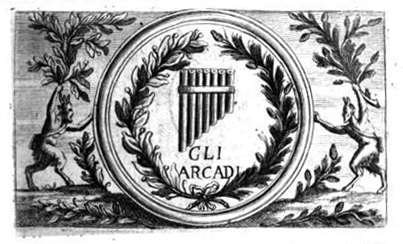
Escut d'armes de la Pontificia Accademia degli Arcadi.

A causa de la seva filiació austriacista i la seva amistat amb Joan Torres Oliva, l'acabament de la guerra de Successió va comportar-li el segrest de les rendes del seu càrrec i l'impediment de retornar a l'estat espanyol.
L'estada forçosa del canonge Bastero a Roma va tenir un efecte altament beneficiós per a la història de la filologia catalana. Durant l'exili romà va afeccionar-se a la investigació filològica, a l'entorn de l'antiga poesia provençal. En alguna ocasió va considerar la seva obra com el «resultat de mon estudi, o millor dir lo passatemps que he fet entre estas llibrerias de Itàlia per divertir la malencolia en què me tenia constituït la emulació y desgràcia». La seva formació filològica, lingüística i literària fou bàsicament autodidacta. Tanmateix, la seva activitat filològica li va servir per relacionar-se amb alguns erudits italians, eclesiàstics com ell la majoria, i especialment amb els assidus de l'acadèmia Arcàdia fundada a Roma alguns anys abans.
Va estudiar còdexs trobadorescos guardats en diverses biblioteques italianes, i va confegir una magna obra titulada Crusca provenzale, ovvero le voci, frasi, forme e maniere di dire che la gentilissima e celebre lingua toscana a preso dalla provenzale, de la qual només es va arribar a publicar el primer volum, a Venècia, l'any 1724. Aquesta obra, que pretén fer inventari dels autors antics catalanooccitans i de tots els «provençalismes» de l'italià literari, li va valer l'ingrés a l'Academia Arcadia de Roma, amb el nom d'Iperide Bacchico. Algunes de les idees lingüístiques que havia propugnat a La Crusca Provenzale —que conté un catàleg de poetes provençals, amb inclusió dels Catalans— com per exemple la idea que no sols el català sinó també el francès, el castellà i l'italià derivaven del llemosí, van influenciar uns autors tan destacats al Principat de Catalunya com Ignasi Ferreres, l'autor de l'Apologia de l'idioma català, i fra Agustí Eura (1680-1763), l'autor de la Controvèrsia sobre la perfecció de l'idioma català. La influència d'Antoni de Bastero també és palesa en el mallorquí Bonaventura Serra (1728-1784), el qual considerà en la seva apologia de la llengua llemosina que «[la lengua catalana en las Islas Baleares] se ha conservado mucho más pura que en otras partes». Serra encara va adduir «su antigüedad, abundancia y aptitud para hablar las demás lenguas» per a justificar la seva superioritat sobre el castellà.
Les altres obres produïdes per Antoni Bastero i Lledó durant la seva estada a Roma són una ortografia comparada del provençal i l'italià, i una llista de paraules provençals manllevades als trobadors pels antics escriptors toscans. Deixà, a més, uns quaranta volums manuscrits (alguns, amb còpies d'obres de trobadors, quatre d'anomenats Zibaldoni, amb extrets d'escriptors catalans, castellans, francesos, llatins i italians), una gramàtica catalana, i una Controvèrsia sobre la perfecció de l'idioma català, en gran part editada per Josep M. de Casacuberta. És autor també d'una Gramàtica italiana per a ús dels catalans, inèdita, d'una gramàtica francesa perduda i d'una Història de la llengua catalana, inacabada.
Retornat a Catalunya, l'any 1729 ingressà en l'Acadèmia de Barcelona, dita després «de Bones Lletres». Per a ell, com per a la majoria dels intel·lectuals del seu temps, la llengua catalana, anomenada també de vegades «lengua romana», era la mateixa llengua que la dels trobadors medievals i que la dels autors occitans moderns. El seu interès per la llengua catalana va anar més enllà de la pura erudició llibresca i el va portar a recollir algunes mostres lingüístiques de diferents llocs del territori, cosa molt poc usual en la seva època, de les quals s'han conservat algunes notes.